# Los Hermanos (Band)
Los Hermanos ist eine brasilianische Rockband aus Rio de Janeiro, die sowohl Indie-Rock als auch Samba in ihre Musik mit einfließen lässt.
Der Bandname Los Hermanos ist spanisch und bedeutet Die Brüder.

## Geschichte
Noch während ihrer Studienzeit an der Päpstlichen Katholischen Universität von Rio de Janeiro gründeten Marcelo Camelo und Rodrigo Barba eine Band, die hauptsächlich leichte Texte über Liebe musizierten. Mit dem Saxophonisten und Keyboardspieler Bruno Medina, der ebenso an der Universität studierte, erhielt die Band Zuwachs. Später gesellten sich die Musiker Rodrigo Amarante (Gesang, Gitarre, Schlagzeug), Patrick Laplan (Bass), Marcio (Trompete) und Carlos und Victor (beide Saxophon) hinzu. Im Jahre 1997 nahm die Band ihre ersten Demos Chora und Amor e Folia auf.
Die Demos erlangten schnell Bekanntheit in der Untergrundszene Rio de Janeiros. Paulo André, der Direktor des Abril Pro Rock-Festivals, lud sie daraufhin nach Recife ein. Des Weiteren wurden sie zu einem der größten Alternativ-Rock-Festivals Brasiliens, der Superdemo eingeladen. Im Jahre 1999 kam ihr erstes Album Los Hermanos heraus, mit dessen Auskopplung Anna Júlia die Band einen Verkaufsschlager erzielte. Das Album wurde vom einflussreichen Musikproduzenten Rick Bonadio produziert, der dafür bekannt ist, unbekannte Bands groß herauszubringen. Laut Bonadio selbst hätte er die Band davon überzeugt, diesen Titel ins Album mit aufzunehmen.
Die folgende Single Anna Julia wurde besonders beliebt bei jungen Leuten, die sich mit Jovem-Guarda-Texten, gemixt mit Rock, Ska und Samba, identifizieren. Die Single wurde von einem Unterstützer der Band inspiriert und brachte die Band sowohl in viele Radiostationen Brasiliens als auch auf verschiedene Veranstaltungen wie Volksfeste, in Fußballstadien und Micaretas (brasilianischer Karneval), um teilweise vor bis zu 80.000 Leuten zu spielen. Die Band trat auch in verschiedenen Fernsehshows auf. Das Musikvideo zur Single, in dem die Schauspielerin Mariana Ximenes zu sehen ist, wurde auf Musiksendern wie MTV international ausgestrahlt.
Allein im Jahr 1999 wurde das Album 300.000 Mal verkauft und die Singles Anna Julia und Primavera gelangten beide in die Hitparade. Im Jahre 2000 wurde das Album für den Grammy nominiert und sie gewannen mit Anna Julia den Multishow Award in der Kategorie „Bester Song“ und schlugen dabei Konkurrenten wie Chico Buarque. Der Erfolg um die Anna Julia stellte die weitere Karriere der Band in den Schatten, während sie weiterhin stets versuchten, an den Erfolg anzuknüpfen. Der Song wurde von vielen verschiedenen Musikern wie Jim Capaldi mit George Harrison gecovert.
Nach dem herausragenden Erfolg ihres ersten Albums brachten die Los Hermanos im Jahre 2001 Bloco do Eu Sozinho heraus und konzentrierten sich darin mehr auf Rockmixes, Samba und weiteren brasilianischen Rhythmen. Einige der Songs wurden auf dem Musikfestival Rock in Rio III gespielt. Da sich der Bassist Patrick Laplan musikalisch anders orientierte, verließ er die Band und gründete seinerseits die Band Eskimo. Mit diesem Album wurden die Verkaufszahlen des ersten Albums nicht erreicht, die Band trat nur noch in kleineren Veranstaltungen auf. Dennoch wurden Songs wie Todo Carnaval tem seu Fim (erste Singleauskopplung), A Flor und Sentimental Hits.
Im Jahre 2003 folgte das Album Ventura mit musikalischen Einflüssen des Samba, Choro und Bossa Nova, veröffentlicht von BMG. Obgleich dieses Album ebenfalls nicht an den Erfolg von Los Hermanos anknüpfen konnte, wurde es von Musikjournalisten positiv aufgenommen, und Band erlangte mehr Bekanntheit in der alternativen Rockszene Brasiliens, auch hauptsächlich wegen ihrer kunstvoll ausgearbeiteten Songtexte und dem Mix zwischen brasilianischen Rhythmen und Rockmusik. Mit Songs von Samba a Dois bis Pop-Rock O Vencedor auf dem Album wollten die Los Hermanos ihre Bekanntheit in ganz Brasilien weiter ausbauen. Die erste Single-Auskopplung Cara Estranho wurde für verschiedene Radio- und Video-Awards nominiert. Es folgten O Vencedor und Último Romance, letztere von Rodrigo Amarante, dem fünf der 15 Songs auf dem Album zuzusprechen sind, was ihn in der Songwriter-Szene heraushebt. Die Sängerin Maria Rita nahm in ihrem Album drei Songs von Marcelo Camelo auf: Santa Chuva, Cara Valente und Veja Bem Meu Bem.
Im Juli 2004 wurde Marcelo Camelo vom Sänger der Band Charlie Brown Jr, Chorão, in der Ankunftshalle des Flughafens Fortaleza attackiert, worauf Chorão von der Polizei festgenommen wurde. Trotz einer schriftlichen Entschuldigung wurde Chorão von Camelo angezeigt und wegen Unsittlichkeit auf Schadenersatz wegen ausgefallener Verpflichtungen verklagt. Der Angriff begründete sich auf Aussagen von Marcelo Camelo und Rodrigo Amarante im Magazin Oi über Ungereimtheiten in einer Coca-Cola-Werbekampagne.
Als viertes Album folgte 4 im Jahre 2005. Es wurde von Alexandre Kassin produziert, ist selbstreflektierenden Inhalts, geht mehr in die Richtung Música Popular Brasileira.
Im Jahre 2006 tourte die Los Hermanos zusammen mit The Strokes durch Portugal und mit der portugiesischen Rockband Toranja durch Spanien.
Am 23. April 2007 verkündete die Band nach 10 Jahren ununterbrochener Arbeit an ihrer Karriere eine Pause auf unbestimmte Zeit. Camelo brachte 2008 das Album Sou heraus. Toque Dela, Rodrigo Amarante und Fabrizio Moretti, Schlagzeuger von The Strokes, gründeten zusammen mit ihren Bands die Superband Little Joy.
Im Jahre 2009 spielten die Los Hermanos auf dem Just a Fest-Festival in São Paulo und Rio de Janeiro neben Kraftwerk und Radiohead. Im folgenden Jahr spielten sie auf dem Começa Com Você-Festival und gaben vier weitere Gigs. Um ihr 15. Jubiläum zu feiern, tourten sie 2012 durch 13 Städte Brasiliens.
Im Dezember 2014 gab die Band bekannt, zum 450. Jahrestag ihrer Heimatstadt Rio de Janeiros 2015 drei Konzerte in der Marina da Glória zu geben. Daraufhin riefen über 27.000 Fans über die Website Queremos! zum Crowdfunding auf, die Band für eine Tour durch acht weitere brasilianische Städte zu unterstützen. Da schnell eine hohe Menge an Tickets verkauft wurden, kündete die Band noch ein viertes Konzert in der Marina da Glória an.

## Diskografie
Demos
- 1998: Amor e Folia
- 1998: Chora

Alben
- 1999: Los Hermanos (Abril Music)
- 2001: Bloco do Eu Sozinho (Abril Music)
- 2003: Ventura (BMG)
- 2005: 4 (Sony BMG)